# 周瑤
周瑤（1512年—？），字鳴佩，四川成都府内江县人，民籍，明朝政治人物。

## 生平
嘉靖十九年（1540年）庚子科四川乡试第六十九名舉人。嘉靖二十年（1541年）聯捷辛丑科會試第二百三十七名，登第三甲第四十四名進士。

## 家族
曾祖周本学；祖父周辅臣；父周宗元。前母阴氏，母郭氏。具庆下。有子周世科。